# 矢作美樹
矢作 美樹（やはぎ みき、1981年10月8日 - ）は、日本のタレント・女優。女性アイドルグループ、チェキッ娘の元メンバー。東京都江戸川区出身。
身長150cm、血液型はO型。

## 来歴
- 東京都立城東高等学校卒業。高校卒業後、大学に進学[2]。
- 妹が居る[2]。
- チェキッ娘のメンバーとしてデビューする前の1997年10月号の雑誌『UP TO BOY』の「UPパラパーラダイス」というコーナーに掲載されたことがある。それによると、当時から色々なオーディションを受けていたとのこと。
- 1998年にフジテレビのオーディション番組『DAIBAッテキ!』の第1回オーディションで、田中里奈、下川みくにらと共に選ばれ女性アイドルグループ「チェキッ娘」の一員としてデビュー。『はじまり』、『最初のキモチ』、『海へ行こう〜Love Beach Love〜』、『ありがとう』のそれぞれのシングルにおいて、フロントメンバー（メインボーカル）を務めた。
- 高校在学時の1999年夏に硬式野球部が東東京代表として甲子園に初出場。甲子園のアルプススタンドには「チェキッ娘 ID 003　矢作美樹」と書かれた横断幕が掛かり、NHKの中継にも映っていたことがあった[2]。
- 実家は新小岩駅近くの寿司屋（既に廃業）で篠原ともえとともに寿司屋の娘アイドル[1]。
- プロ野球は巨人ファンで、基本的に野球好きである[3]。
- チェキッ娘卒業後はマセキ芸能社[4]、のちにプラグ・エンタテインメントに所属してPop Rockユニットのmi-naとして@gamesの『クリスタルボーダー』の主題歌『Sky Angel』を歌うなどの活動をしていたが、現在は芸能活動休止。
- 2008年6月に結婚。これについては、元チェキッ娘メンバーの嶋野蘭（）や藤岡麻美（）がそれぞれのブログで明かしている。
- 2009年8月中には『チェキッ娘再会ライブ』（2009年8月30日）へ向けての活動の中で、『アイドリング!!!』（フジテレビONE、8月10日～8月12日、『アイドリング!!!日記』8月18日）、『ACCESS TO YOU』（NACK5、8月16日）、Music Splash!!（ニコニコ動画公式チャンネル、8月19日）、『キャンパスナイトフジ』（8月21日）、『笑っていいとも!』（8月27日、『出たいドルデラックス』）にそれぞれ出演。2009年12月16日には、同じチェキッ娘元メンバーの藤岡麻美、松本江里子がメイン出演する『Music Splash!!』（ニコニコ動画公式チャンネル）- に、同じく元チェキッ娘の新井利佳、加藤真由と共にゲスト出演。
- 子育て情報誌『たまごクラブ』（ベネッセコーポレーション）の2011年6月号で、妊娠8か月の姿で表紙を飾った。その後同年中に出産、母親になる[5]。
- 2012年7月1日に新木場STUDIO COASTにて開催された「アイドル横丁夏祭り!!〜2012〜」では、元チェキッ娘メンバーによるアラサーガールズバンドblue chee'sのゲストボーカルとして松本江里子に代わり出演した。[6]
- スッキリ!!（日本テレビ系）の2013年5月10日の『ドン小西のおしゃれコンシェルジュ』コーナーに、夫と娘と一緒に出演。『スッキリ!!』MCの加藤浩次も、チェキッ娘時代に共演していたことを覚えていると話していた[7]。

## 出演

### バラエティ
- DAIBAッテキ!!（1998年、フジテレビ）
- DAIBAクシン!!（1999年、フジテレビ）
- 笑う子犬の生活（1999年、フジテレビ）
- 新春かくし芸大会（2000年、フジテレビ）
- ウッチャンナンチャンの炎のチャレンジャー（2000年、テレビ朝日）
- 志村X（2000年、フジテレビ）
- ヒメゴト（2000年、テレビ朝日）
- 新ウンナンの気分は上々。（2000年、TBS）
- 踊る!さんま御殿!!（2000年2月、日本テレビ）
- 笑う子犬の生活R（2000年、フジテレビ）
- 森田一義アワー 笑っていいとも!（2000年4月、フジテレビ） - 当時準レギュラー。2009年8月27日の『出たいドルデラックス』で再び出演。
- ヒロスポ!（2000年、テレビ東京）
- 笑う犬の冒険（2000年7月9日、フジテレビ）
- 笑う闘犬の雄叫び（2000年、フジテレビ）
- 平成日本のよふけ（2000年、フジテレビ）
- 笑っていいとも（2001年2月3日、フジテレビ）
- 新世紀お笑いバトル（2001年、TBS）
- GIRL POP FACTORY 04（2004年、フジテレビ）

これ以降は2009年8月中、再びチェキッ娘のメンバーとしての出演
- アイドリング!!!（フジテレビONE、8月10日～8月12日）
- アイドリング!!!日記（フジテレビ） - 8月18日
- キャンパスナイトフジ（フジテレビ） - 8月21日

### テレビドラマ
- バスストップ（2000年、フジテレビ）- 小林小百合 役
- ムコ殿（2001年、フジテレビ）- 国枝まゆみ 役
- 人にやさしく（2002年、フジテレビ）
- 木更津キャッツアイ（2002年、TBS）- 歌田光子 役（第6話）
- ぼくが地球を救う（2002年、TBS）- 大森清美 役（第1話・第3話）
- 恋愛偏差値（2002年、フジテレビ）- 小田ゆかり 役（第3章「彼女の嫌いな彼女」）

### CM
- 東洋水産 マルチャン麺づくり